# 2010 au Vanuatu
Cet article présente les faits marquants de l'année 2010 au Vanuatu.

## Évènements

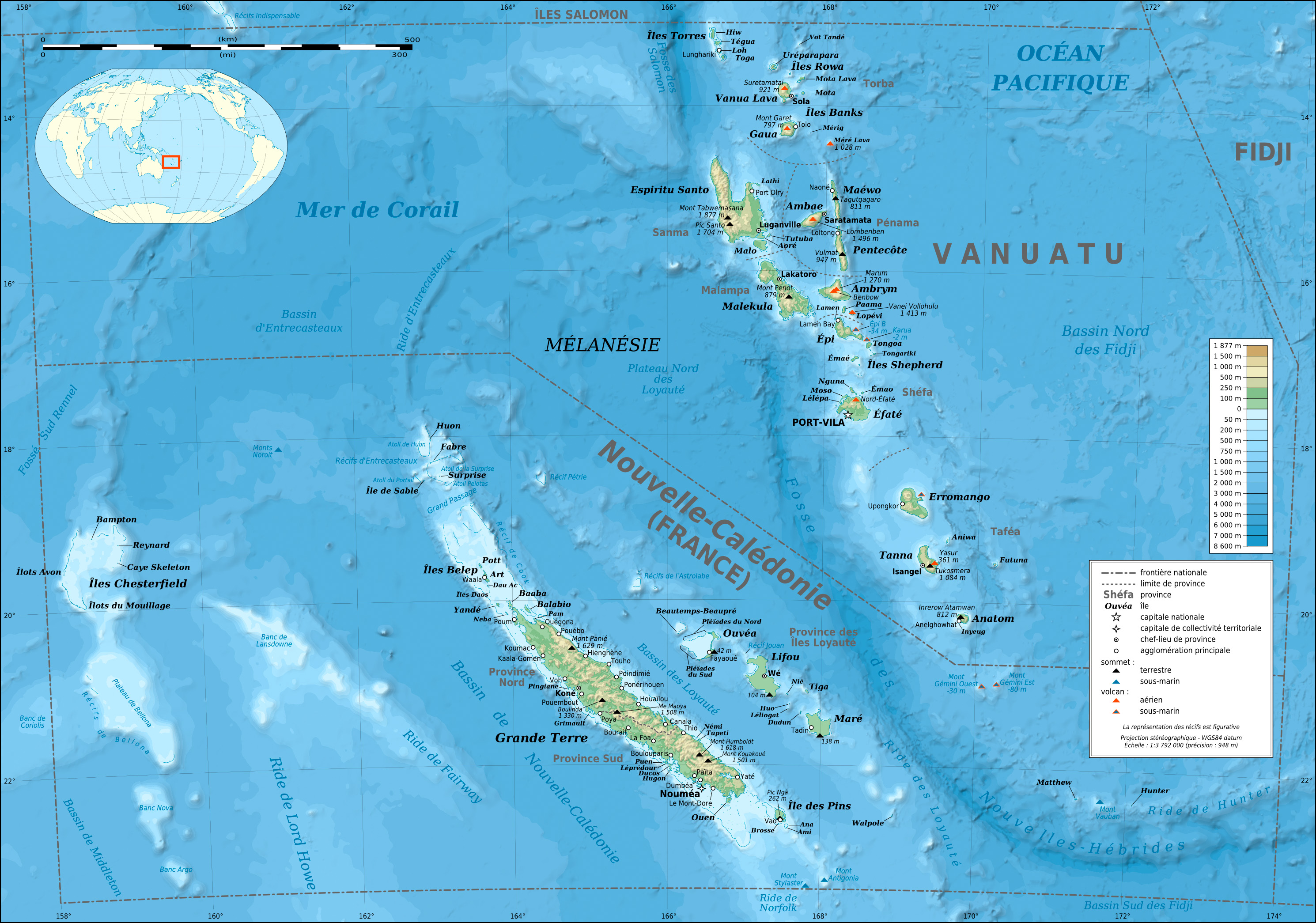
Nouvelle Calédonie et Vanuatu

- Jeudi 27 mai 2010 : un puissant séisme de 7,4 a eu lieu à proximité du Vanuatu déclenchant une alerte au tsunami.

- Vendredi 2 juillet 2010 : un fort séisme de magnitude 6,4 a frappé sans risque majeur. La secousse s'est déclenchée sous la mer à 222 kilomètres au nord-ouest de Luganville (île d'Espiritu Santo) à une profondeur de 35 kilomètres.

- Mardi 10 août 2010 : un séisme de magnitude 7,6 s'est produit sous la mer à environ 40 kilomètres de l'île d'Éfaté où se situe la capitale Port Vila, et à une profondeur de 60 km, sans faire de blessés ni dégâts importants, mais avec un mini-tsunami de 23 cm.

- Mercredi 11 août 2010 : un séisme de magnitude 6 s'est produit sous la mer à 75 kilomètres à l'ouest/nord-ouest de la capitale Port Vila et à une profondeur de 41 km,

- Mercredi 8 septembre 2010 : un séisme de magnitude 6,2 s'est produit sous la mer à 142 kilomètres au sud-est d'Isangel et à une profondeur de 54 km.

- Samedi 25 décembre 2010 : un séisme de magnitude 7,6 s'est produit à 135 km à l'ouest de'Isangel, sur l'île de Tanna et à une profondeur de 24 km.